# Catherine Baker Knoll

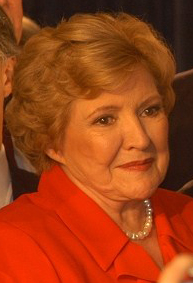
Catherine Baker Knoll (2006)

Catherine Baker Knoll, geborene Catherine Baker (* 3. September 1930 in Pittsburgh, Pennsylvania; † 12. November 2008 in Washington, D.C.), war eine US-amerikanische Politikerin der Demokratischen Partei. Zwischen 2003 und 2008 war sie Vizegouverneurin des Bundesstaates Pennsylvania.

## Leben
Catherine Baker, so ihr Geburtsname, wurde 1930 als eines von neun Kindern des Bürgermeisters des Pittsburgher Vororts McKees Rocks, Nicholas Baker, geboren. Sie besuchte dort ab 1948 die Saint Mary’s High School und im Anschluss eine Krankenpflegeschule, die sie aber bereits nach kurzer Zeit wieder verließ. Ab 1950 studierte sie Geschichte und Pädagogik an der Duquesne University, wo sie ihren späteren Ehemann traf. Sie heiratete ihn im Mai 1952, kurz vor ihrem Abschluss. Später studierte sie an der zur Harvard University gehörenden Kennedy School of Government und an der Wharton School der University of Pennsylvania.
Knoll war seit 1952 mit dem 17 Jahre älteren Hotelier und Gastronom Charles Knoll verheiratet, der später Posthalter in Stowe und Kennedy wurde. Mit ihrem 1987 verstorbenen Ehemann hatte sie vier Söhne (von denen einer im Kindesalter verstarb) und eine Tochter.
Im Juli 2008 wurde bei Knoll ein neuroendokriner Tumor diagnostiziert. Am 22. September desselben Jahres kündigte sie an, dem Rat ihrer Ärzte folgen und sich eine Auszeit nehmen zu wollen. Knoll starb am 12. November 2008 78-jährig im National Rehabilitation Hospital in Washington, D.C., wo sie sich in der Krebsbehandlung befunden hatte.

## Politische Karriere
Politisch schloss Knoll sich der Demokratischen Partei an. Sie begann ihre politische Laufbahn als Mitarbeiterin in den Wahlkampfmannschaften verschiedener demokratischer Kandidaten für lokale oder staatsweite Ämter. Dazu gehörte auch der Gouverneurswahlkampf von Milton Shapp. Nach dessen Wahlsieg im Jahr 1970 erhielt sie eine Anstellung im Verkehrsministerium von Pennsylvania. In den 1960er Jahren war sie außerdem Mitglied des Democratic State Committee.
Im Jahr 1976 bewarb sie sich erstmals um die Nominierung der Demokratischen Partei für das Amt des Landesschatzmeisters, verlor den Vorwahlkampf aber gegen Robert E. Casey. Ein weiterer Nominierungsversuch scheiterte 1984 ebenfalls, als sie 15.000 Stimmen weniger als ihr Gegenkandidat Al Benedict erhielt. Nach dem Tod ihres Mannes im Jahr 1987 wurde sie schließlich von ihren Kindern zu einer neuen Kandidatur im Jahr 1988 motiviert, die schließlich erfolgreich verlief. Im Amt modernisierte und straffte sie ihre Behörde und führte ein College-Sparprogramm für Eltern ein. Eine Wiederwahl im Jahr 1992 verlief mit 65 Prozent der Stimmen erfolgreich.
Während ihrer zweiten Amtszeit wurde im Jahr 1994 bekannt, dass mehrere Berater des Bundesstaats unrechtmäßig Honorare in Millionenhöhe erhalten hatten. Knoll gab an, dass die Zahlungsvereinbarungen nachträglich geändert worden seien, nachdem sie sie unterzeichnet hatte, und wurde freigesprochen.
Im Jahr 1994 bewarb sich Knoll um die demokratische Nominierung für das Amt des Gouverneurs von Pennsylvania. Zwar zog sie ihre Nominierung nur wenige Wochen später zurück, kündigte dann aber an, sich doch zu bewerben, wenn das Democratic State Committee selbst keinen Kandidaten unterstützen würde. Nachdem das Committee sich tatsächlich dazu entschloss, in der Vorwahl neutral zu bleiben, stieg Knoll erneut in den Wahlkampf ein und belegte in der Vorwahl letztlich den dritten Platz unter sieben Kandidaten.
Da Knoll aufgrund der Beschränkung auf zwei aufeinanderfolgende Amtszeiten 1996 nicht für eine dritte Amtszeit als Landesschatzmeisterin kandidieren konnte, schlug sie ihre Tochter Mina Knoll als Nachfolgerin vor, welche zwar die demokratische Vorwahl gewann, aber in der Wahl der gegnerischen Republikanerin Barbara Hafer unterlag, nachdem diese die Aufenthaltsgenehmigung ihrer Gegnerin in Frage gestellt hatte. Im Jahr 2000 trat hingegen Knoll selbst gegen Hafer an, unterlag ihr aber mit mehr als 100.000 Stimmen.
Im Jahr 1996 leitete Knoll die Delegation von Pennsylvania auf dem nationalen Parteitag der Demokraten und wurde 2000 von US-Präsident Bill Clinton in den Vorstand der Federal Home Loan Bank berufen.
2002 wurde Knoll an der Seite von Gouverneur Ed Rendell als erste Frau in diesem Amt zur Vizegouverneurin von Pennsylvania gewählt und am 21. Januar 2003 in ihr Amt eingeführt, nachdem sie sich in der Vorwahl gegen neun andere, männliche Kandidaten durchgesetzt hatte. Dieses Amt bekleidete sie nach einer Wiederwahl im Jahr 2006, bei der sie in der Kandidatur als Running Mate gegen drei andere Kandidaten gewann, bis zu ihrem Tod am 12. November 2008. Dabei war sie Stellvertreterin des Gouverneurs und Vorsitzende des Staatssenats. Nach ihrem Tod folgte ihr der President Pro Tempore des Staatssenats, Joseph B. Scarnati, im Amt des Vizegouverneurs nach.